# Loofbos

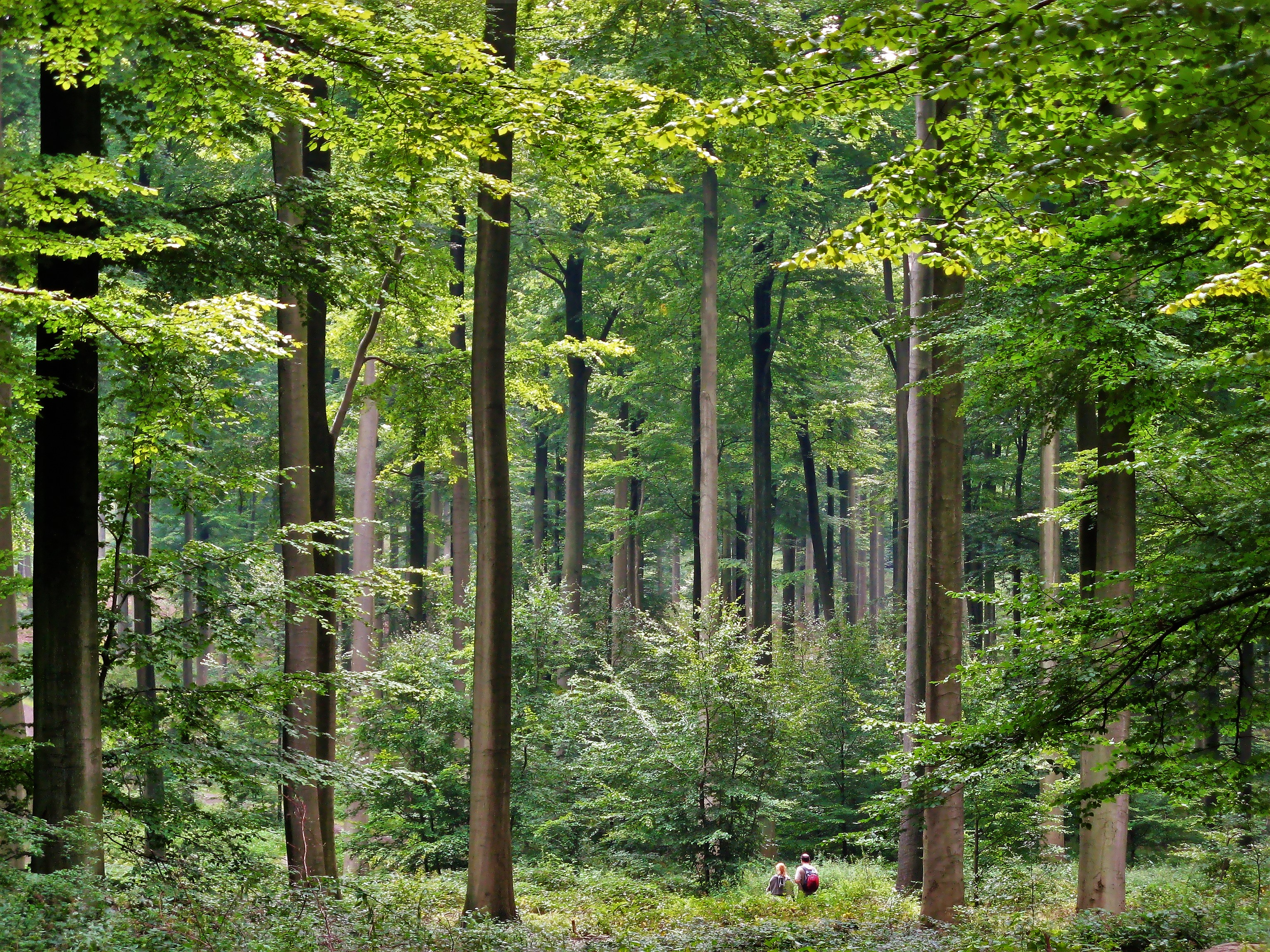
Het Zoniënwoud is voor het grootste deel een Beukenbos.

Een loofbos is een formatie van bos waarin in de boomlaag wordt gedomineerd door loofbomen. In de struiklaag kunnen struiken en lianen voorkomen.

## Voorkomen
Loofbossen komen op aarde vooral in gebieden voor waar een duidelijke seizoenswisseling zonder extreme temperaturen is, dus geen heel warme zomers of heel koude winters. Wel moet het bijna heel het jaar door regenen. Een loofbos kent een groeiseizoen van 4 tot 6 maanden. Qua landoppervlakte beslaan ze ongeveer 5% van de aarde. Loofbossen komen vooral voor in het noordelijk halfrond, namelijk Noordwest-, Centraal- en Oost-Europa, het oosten van de Verenigde Staten, Noord-China, Korea, Japan en het uiterste oosten van Rusland. Zuidelijk Chili is de enige plek in het zuidelijk halfrond waar gematigd loofverliezend bos voorkomt. Loofbos is het natuurlijke climaxecosysteem in het grootste deel van Nederland waar geen ombrotroof veen of hoogveen was. De natuurlijke loofbossen zijn volledig gekapt. De huidige loofbossen zijn door de mens aangeplant. Daardoor hebben ze een andere soortensamenstelling dan het loofbos dat van nature in Nederland thuishoort.

## Gelaagdheid van het bos
In een loofbos groeien de planten in verschillende vegetatielagen. Niet in ieder loofbos zijn alle vegetatielagen altijd te onderscheiden.
Op de bodem van een bos bevindt zich strooisel. De strooisellaag bestaat uit afgevallen takjes en bladeren. In het strooisel komen veel kleine dieren voor. De bodem van het loofbos kent een voedselrijke humuslaag. Deze ontstaat doordat aan het eind van de zomer, de herfst en het begin van de winter de bomen en struiken hun bladeren verliezen, die dan op de bodem vallen. In de ontstane laag komen daarna vele schimmels en bacteriën, die hem afbreken tot een humuslaag.
Vlak boven het strooisel of direct op grond bevindt zich de moslaag. Deze moslaag is slechts enkele centimeters hoog. Hierin groeien onder andere mossen en paddenstoelen.
Boven de moslaag bevindt zich de kruidlaag. Hierin groeien onder andere varens, de bosbes en allerlei andere kruidachtige planten. Kruiden en andere kleine planten komen ook voor in het bos zelf, maar dan vooral aan het eind van de winter en begin van de lente als de bossen nog kaal zijn, maar de bomen wel al langzaam aan het groen worden. Veel kruiden verdwijnen weer als kruinlaag dermate dicht is dat er weinig direct licht meer doorkomt. 
Daarboven bevindt zich de struiklaag met struiken en nog niet volledig uitgegroeide bomen.
Helemaal bovenaan bevindt zich de boomlaag met lianen en de boomkruinen. 
Tussen de vier lagen vindt concurrentie plaats om water en om zonlicht. Sommige kruiden, de schaduwplanten zoals witte klaverzuring, hebben echter beschaduwing nodig.

## Fauna
In de bomen zal men vooral insecten, vogels en kleine knaagdieren tegenkomen, terwijl de bodem ook geschikt is voor de grotere zoogdieren, zowel planteneters als roofdieren. Op de open plekken in het bos komt men niet alleen struiken tegen, maar ook kleinere planten, zoals kruiden. Deze hebben wel meer licht nodig dan struiken. Ze zijn daarom alleen te vinden in de grotere open plekken in het bos, terwijl de struiken al kunnen  groeien in kleine stukken open of onderbroken bos.